# 제니퍼 켄트
제니퍼 켄트(Jennifer Kent, 1969년 ~ )는 오스트레일리아의 영화 감독, 영화 각본가, 배우이다. 2014년 영화 《바바둑》으로 감독 데뷔했으며, AACTA 어워드 감독상 2회 수상자이다.

## 작품 목록

### 감독
- 바바둑 (2014)
- 나이팅게일 (2018)